# ビアージョ・マリーニ
ビアージョ・マリーニ（Biagio Marini, 1594年2月5日 - 1663年3月20日）は、イタリアの作曲家、ヴァイオリニスト。

## 生涯
ブレシア出身。1615年からヴェネツィアでクラウディオ・モンテヴェルディが楽長を務めていたサン・マルコ寺院楽団のヴァイオリニストとなった。1620年にブレシアに戻り、1621年にはパルマ公国でファルネーゼ家の宮廷音楽家となった。その後1623年からノイブルク・アン・デア・ドナウのプファルツ＝ノイブルク公ヴォルフガング・ヴィルヘルムに1649年まで仕えた。その間、1624年にブリュッセルを、1631年から1632年にミラノとベルガモを、1640年と1644年から1645年にかけてデュッセルドルフを訪れている。1649年にミラノの聖マリア・デッラ・スカーラ教会の楽長となり、1652年にフェラーラに渡り、1654年にミラノに戻った。1655年か1656年のいずれかにヴィチェンツァに移り、最期はヴェネツィアで迎えた。

## 音楽
バロック初期の器楽曲の重要な作曲家とみなされている。ヴァイオリン演奏に技術革新をもたらし、重音奏法やスコルダトゥーラを開発した。またはじめて楽譜にトレモロの指示を書き残した。その17世紀における影響力の大きさは、同時代のドイツのハインリヒ・シュッツと比肩される。

## 文献
- Georg Brunner Biagio Marini: Die Revolution in der Instrumentalmusik. (Edition Descartes 10) Verlag Bickel, Schrobenhausen 1997, ISBN 392280392X
- Dora J. Iselin Biagio Marini. Sein Leben und seine Instrumentalwerke (Phil. Diss.). Hilburghausen/Basel 1930.